# Curt Breiland
Curt Breiland, född 9 juni 1918 i Narvik, Norge, död 29 januari 2003, var en svensk tecknare och konstnär.

## Biografi
Curt Breiland var son till privatdetektiven Harald Breiland och Olga Söderström samt från 1946 gift med Karin Sonja Elisabeth Ström och bror till Harry Breiland. När Curt Breiland var 13 år flyttade familjen till Stockholm. Efter avslutad sjuårig skola fick han jobb som kontorist men gick senare till sjöss och jobbade på de svenska fartygen M/S Kungsholm och M/S Gripsholm. Andra världskriget satte stopp för sjöresorna och han kom tillbaka till Stockholm där han bland annat drev en antikaffär. Det stora konstintresset fanns alltid med och han målade och tecknade ständigt.
Under 1950-talet flyttade Curt Breiland med familj till Forsmo utanför Sollefteå. I en liten röd stuga med vita knutar målade han ofta fjällandskap, till vilka han hämtade inspiration via årliga besök i Lapplandsfjällen.
På 1960-talet övergick Breiland till tuschtecknade naturskildringar. Teckningarna kännetecknades av en spindelvävsliknande detaljrikedom, ofta med små överraskande detaljer för betraktaren att upptäcka.
I slutet av 1960-talet bestämde han sig för att förnya sig och brände alla sina teckningar på bål. Istället övergick han till oljefärg och en konstruktivistisk stil. En vardaglig observation reducerades till absolut enkelhet.
I augusti 2012 hölls en minnesutställning i Sidensjö.